# Серра-ду-Імері
Гори Імері (ісп. Sierra Imeri, порт. Serra do Imeri) — гірський ланцюг, розташований в північній Бразилії (штат Амазонас) та південній Венесуелі, є віддаленною частиною Гвіанського нагір'я. Тут розташовані найбільші вершини Бразилії, Піку-да-Небліна (2 994 м) та Гора 31 березня (2 973 м).